# Gelsoline

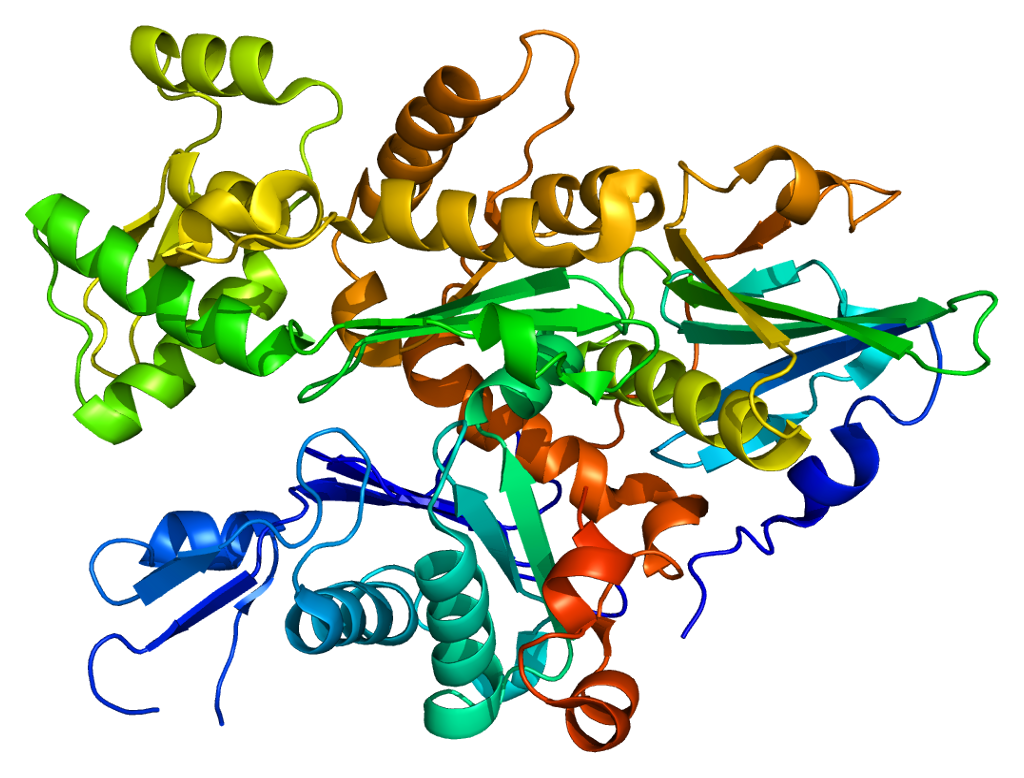
Structure de la protéine GSN.

La gelsoline est une protéine (82kDa) cytosolique. Activée par la présence d'ions calcium en forte concentration, elle est capable de se fixer aux filaments d'actine et de créer une dislocation locale de ceux-ci. 
De plus, elle reste fixée à l'extrémité (+) du microfilament (extrémité de polymérisation) et évite ainsi la re-polymérisation rapide de l'actine.
Son effet est dépendant de la concentration en actine G libre . En effet, s'il y a une forte concentration d'actine G, les gelsolines provoquent la polymérisation (cas des plaquettes), alors qu'en faible présence d'actine, elle favorise la dépolymérisation, notamment lors du phénomène d'exocytose.
Elle favorise notamment l'exocytose de vésicule par la dissolution locale du cytosquelette sous-membranaire des cellules. C'est le cas par exemple lors de la synthèse d'acétylcholine (dans une synapse neuro-musculaire) qui est induite par l'ouverture des canaux à Ca2+ et l'augmentation de la concentration cellulaire en ions calcium.